# Club Deportivo Español (Venezuela)
El Club Deportivo Español fue un equipo de fútbol venezolano que participó en el campeonato amateur (Liga Venezolana de Fútbol) y en la era profesional (Primera División de Venezuela). Su título de "Campeón del 1946" fue el primero ganado por un “equipo de colonia” en la historia del fútbol venezolano.

## Historia
El Deportivo Español fue uno de los clubes de fútbol más antiguos del país, siendo fundado en 1932, para finales de la década de los 30 (del siglo XX) ya participaba en la Liga Venezolana de Fútbol en la cual logró coronarse campeón en la era amateur en 1946.

El título de 1946 fue, además, el primero ganado por un “equipo de colonia” en la historia del fútbol venezolano.Eduardo Sosa

Cuando se crea el fútbol profesional venezolano en 1957 el Deportivo Español era el equipo más antiguo de los participantes, ese año quedaron en el 4.º puesto de los 6 que disputaron el campeonato profesional.
En 1958 consiguieron el subcampeonato ya que el Deportivo Portugués obtuvo un punto más.
En 1959 logran su primer campeonato imponiéndose ante el Deportivo Portugués. El futbolista Abel Benítez del Deportivo Español anotó 15 goles rompiendo el récord de 13 goles en 1957. En 1960 cambia el formato del fútbol profesional venezolano estableciéndose una final a dos juegos para los dos mejores equipos, quedando el Deportivo Portugués y el Deportivo Español obteniendo el campeonato el primero.
Ese año el Deportivo Español deja de participar en campeonatos profesionales.

## Palmarés

### Torneos nacionales

#### Profesional
- Primera División de Venezuela (1): 1959

#### Amateur
- Primera División de Venezuela (1): 1946